# Light Up My Life
〈Light Up My Life〉是日本歌手倉木麻衣的數碼單曲，於2018年3月16日發行。

## 概要
- 2018年3月三週連續發行數碼單曲之中的第三彈作品，為PlayStation 4及任天堂Switch戰略角色扮演遊戲《戰場女武神4》主題曲[2]。
- 歌曲是一首充滿希望感的中板抒情作品[3]。

## 歌曲列表
| 線上下載 | 線上下載         | 線上下載 | 線上下載 | 線上下載 | 線上下載 |
| 曲序     | 曲目             |          | 作曲     | 编曲     | 时长     |
| -------- | ---------------- | -------- | -------- | -------- | -------- |
| 1.       | Light Up My Life | 倉木麻衣 | shilo    | 三谷秀甫 | 4:22     |

## 資料來源
1. ↑  . Billboard Japan. 2018-03-21  [2023-05-14]. （原始内容存档于2024-03-21） （日语）.
2. ↑  . . 2018-02-27  [2023-05-14]. （原始内容存档于2024-03-21） （日语）.
3. ↑  . Barks. 2018-02-07  [2023-05-14]. （原始内容存档于2023-10-30） （日语）.